# Kyllinga bigibbosa
Kyllinga bigibbosa là loài thực vật có hoa trong họ Cói. Loài này được (Fosberg) Lye mô tả khoa học đầu tiên năm 1981 publ. 1982.